# Escudo de Leste
O Escudo de Leste (do polaco: Tarcza Wschód) é uma iniciativa de defesa nacional lançada pelo governo polaco para fortalecer as suas fronteiras orientais com a Bielorrússia e o enclave russo de Kaliningrado. O programa representa um dos investimentos mais significativos em segurança nacional e defesa de fronteiras na história pós-guerra da Polónia.

## Programa
O governo polaco anunciou o programa Escudo de Leste em 18 de maio de 2024. O programa visa melhorar a prontidão militar e a segurança das fronteiras da Polónia através de uma combinação abrangente de sistemas de vigilância modernos, barreiras físicas e desenvolvimento de infraestruturas.
O programa é apoiado por um investimento substancial de mais de 10 mil milhões de złotys polacos (aproximadamente 2,55 mil milhões de dólares), que serão alocados nos próximos quatro anos. Este financiamento apoiará a construção e a implantação de várias instalações de defesa ao longo da fronteira.

### Barreiras físicas
O Escudo de Leste inclui a construção de barreiras físicas projetadas para impedir e controlar o movimento através da fronteira. Estas barreiras servem tanto como um impedimento como um meio de atrasar potenciais incursões.

### Sistemas de Guerra Eletrónica
Uma característica fundamental do programa é a implantação de sistemas avançados de vigilância, alguns dos quais são alimentados por inteligência artificial. Estes sistemas abrangem uma série de capacidades, incluindo inteligência de imagens (IMINT), inteligência de sinais (SIGINT) e monitorização acústica.
A fronteira será equipada com uma série de estações base e mastros que abrigam os sistemas de alerta e rastreamento. Estas instalações também facilitarão as comunicações encriptadas, a guerra eletrónica e as medidas anti-drones.
Serão criados centros operacionais de análise de dados para integrar as informações coletadas pelos sistemas de vigilância. Estes centros aproveitarão a IA para processar dados e conectar-se automaticamente com sistemas de armas.

## Recepção
A Polónia expressou a sua intenção de colaborar com os parceiros da OTAN e da União Europeia no programa Escudo de Leste. A iniciativa é vista como um projeto fundamental que remodelará a dinâmica de segurança na região, particularmente à luz da defesa coletiva do flanco oriental da OTAN. O anúncio do Escudo de Leste foi recebido com apoio de vários setores, incluindo os países bálticos, que compartilham preocupações de segurança semelhantes. O programa é visto como uma medida proativa para reforçar a estabilidade regional e dissuadir potenciais agressões.